# Уст Лабинск
Уст Лабинск (рус. Усть-Лабинск; адиг. Лэбап) град је на југозападу европског дела Руске Федерације. Налази се у централном делу Краснодарске покрајине и административно припада њеном Устлабинском рејону чији је уједно и административни центар.
Према подацима националне статистичке службе РФ за 2017, град Уст Лабинск је имао 41.348 становника и био је осамнаести по величини град у Покрајини.

## Географија
Уст Лабинск се налази у централном делу Краснодарске покрајине на неких 62 km североисточно од покрајинског административног центра Краснодара. Град је смештен на десној, нешто вишој обали реке Кубањ, насупрот места где се у њу улива једна од њених највећих притока Лаба. Средиште града се налази на надморској висини од 70 m.

## Историја
Године 1778. на подручју уз ушће реке Лабе у Кубањ подигнуто је мање погранично утврђење, као једно од многобројних утврђења на Кубањској одбрамбеној линији. Утврђење је првобитно носило назив Александровска тврђава, а од 1793. носи назив Уст Лабинска (Уст Лабин − „на ушћу Лабе”). Веч наредне године на то подручје су пресељени Донски Козаци са чијим доласком је званично основана и Устлабинска станица.
Године 1900. станица је повезана железницом са Јекатеринодаром и Кавкаском. Устлабински рејон са седиштем у Уст Лабинску је успостављен 1924. године. Станица Устлабинска 28. маја 1958. добија званичан статус града и ново име, Уст Лабинск.

## Демографија
Према подацима са пописа становништва 2010. у граду је живело 43.270 становника, док је према проценама за 2017. било 41.348 становника. По броју становника Уст Лабинск се налази на 18. месту у Покрајини.
| 1897. | 1959.  | 1970.  | 1979.  | 1989.  | 2002.  | 2010.  | 2017.  |
| ----- | ------ | ------ | ------ | ------ | ------ | ------ | ------ |
| 5.100 | 30.212 | 35.604 | 39.151 | 41.759 | 43.824 | 43.270 | 41.348 |

Према подацима из 2017. Уст Лабинск се налазио на 373. месту међу 1.112 званичних градова Руске Федерације. Према подацима са пописа 2010. основу популације чинили су етнички Руси са уделом од око 91%, а најбројније мањинске заједнице били су Јермени са 3,3% и Украјинци (1,30%).